# 圆叶绣球
圆叶绣球（学名：Hydrangea rotundifolia）为绣球花科绣球属下的一个种。

## 扩展阅读
- 維基物種上的相關：圆叶绣球